# Andrzej Rohaczewski
Andrzej Rohaczewski (XVII wiek) – polski kompozytor i organista polski. Był nadwornym organistą księcia Albrychta Władysława Radziwiłła, pana na Ołyce i Nieświeżu. Działał w pierwszym trzydziestoleciu XVII wieku. 

## Dzieła
- Canzona a 4 – zachowała się w tabulaturze pelplińskiej (1620), kontrapunktyczny utwór instrumentalny utworem w stylu włoskim
- Motet Surrexit Crucifixus – utwór polichóralny, na dwa chóry, cztero- i pięciogłosowy (łącznie 9 głosów)